# Bombardement d'Évreux (1944)
Pour les articles homonymes, voir Bombardement d'Évreux.
Vous pouvez aider à l'améliorer ou bien discuter des problèmes sur sa page de discussion.
- Il ne cite pas suffisamment ses sources. Vous pouvez indiquer les passages à sourcer avec {{référence nécessaire}} ou {{Référence souhaitée}}, et inclure les références utiles en les liant aux notes de bas de page. (Marqué depuis juin 2025)
- Il contient une ou plusieurs listes. Le texte gagnerait à être rédigé sous la forme d’un ou plusieurs paragraphes synthétiques, afin d’être plus agréable à lire. (Marqué depuis juin 2025)

- Archive Wikiwix
- Bing
- Cairn
- DuckDuckGo
- E. Universalis
- Gallica
- Google
- G. Books
- G. News
- G. Scholar
- Persée
- Qwant
- (zh) Baidu
- (ru) Yandex
- (wd) trouver des œuvres sur Wikidata

Les bombardements d'Évreux de 1944 sont des bombardements aériens stratégiques menés par les Alliés en 1944, durant la Seconde Guerre mondiale. Ils ont détruit tout le centre-ville, tué 195 habitants, blessé et mutilé beaucoup d'autres.

## Déroulement et bilan humain
- Le 6 février 1944, vers 11h45, un bombardement se déroule au Vieil Évreux et à Saint-Aubin, faisant six morts.
- Le 26 avril 1944, deux bombes tombent sur le Palais de Justice et deux autres sur une maison.

- Le 23 mai 1944, un bombardement anglais touche par hasard un convoi allemand près de la gare. Il n'y a pas de victimes civiles.

- Le mercredi 7 juin 1944, jour de la Première communion, entre 6h et 6h30, une nouvelle attaque aérienne anglo-américaine se déroule. Des bombes tombent sur le transformateur électrique sur la colline près du collège Saint-François-de-Sales, ainsi que dans la rue Saint-Germain, dans la rue de l’Épargne, dans la rue aux Cailloux. Une dizaine de maisons sont touchées, et deux civils sont sérieusement blessés.

- Le jeudi 8 juin, deux bombes anglo-américaines tombent rue Saint-Germain, provoquant un incendie. On déplore un mort.

- Le samedi 10 juin, il y a plusieurs alertes et des bombes anglo-américaines tombent sur la ville. On comptabilise deux points de chute à Gravigny, plusieurs à Huest. Il y a deux morts et quatre blessés. Le soir vers 19h, des double-fuselages piquent vers la gare et mitraillent les environs. Les forteresses volantes bombardent aussi le camp d'aviation.

- Le dimanche 11 juin vers 7h15, une escadrille alliée de 329 appareils, composée de 225 bombardiers Lancaster, 86 Halifax, 18 chasseurs Mosquitos, quittent leur aérodrome en Angleterre pour se diriger vers leurs cibles à Évreux et Massy-Palaiseau. Des mitraillages et des gros bombardements sont signalés aux environs d'Évreux.

- Dans la nuit du 11 au 12, vers minuit, la sirène retentit; vers 3h15, un premier avion pique sur le centre de la ville; des bombes éclairantes et des bombes explosives tombent. Les rues de Paris, du Capitaine-Herriot, Jean-Jaurès, du Remblai et de Pannette sont ravagées. De nombreuses bombes ont touché l'amorce de la rue Victor-Hugo, la rue Villaine, la rue Maillot, la place Dupont-de-l'Eure. Le désastre est total à la Madeleine et au collège Saint-François-de-Sales; des incendies se déclarent[2].

- Le 13 juin, Marie Delphine Boucher et Albert Rosset meurent de leurs blessures.

- Le 14 juin, mort de Pierre Guérin, victime du bombardement du 12.

- Le 16 juin, mort de Marie Métairie et Denise Lacroix, victimes du bombardement du 12.

- Le 17 juin, mort d'Albertine, Clémentine, Georgette Blondel, victimes du bombardement du 12.

- Le 19 juin, on arrête le chiffre des morts à 163. Dans la nuit du 22 au 23, quelques bombes tombent sur la gare de marchandises. Les 24 et 29, des bombes tombent sur le dépôt des machines.

- Le 20 juin, mort de Jeanne Moniot.

- Le 21 juin, mort de Marcel Truchon et Robert Drouet, victimes du bombardement du 12.

- Le 23 juin, mort de Louis Legrand, des blessures du bombardement du 12.

- À partir de la fin juin et courant juillet, plusieurs bombardements se déroulent sur la gare de Bacquepuis (ligne de train Évreux-Glos) mais celle-ci étant hors service depuis le début de juin, il ne reste plus qu'une locomotive rouillée.

- Le 8 juillet, des bombes tombent au Clos-au-Duc et à l’École Normale.

- Le 21 juillet, mort de Pierre Lefrançois, victime du bombardement du 8.

- Le dimanche 23 juillet à 10h45, cent bombes tombent sur le Pré-Margot, faisant deux morts et une dizaine de blessés. Les bombes étaient destinées à la ligne du Neubourg.

- Le 24 juillet, trente-quatre nouveaux cadavres sont trouvés dans les décombres, victimes des bombardements du 23.

- Le 25 juillet, mort de Gaston Ecker, victime du bombardement du 8.

- Le 26 juillet, mort de Louis Albert, victime des bombardements du 10 juin,

- Le 13 août vers midi, les bombes tombent sur les routes aux alentours d’Évreux. Les bombardements visent en principe les véhicules allemands: dès que les civils aperçoivent un véhicule allemand, ils s'en éloignent précipitamment.

- Le lundi 14 août à 16h30, un bombardement se déroule rue Saint-Michel. Trois bombes tombent sur des maisons, et il y a trois morts. Une bombe tombe sur Arnières-sur-Iton. Roger Salaun et son fils Yann sont tués.

- À partir du 23 août, il n'y a plus de bombardements. La ville est libérée le lendemain.

- Le 24 août, mort d'Henri Herny et de Roland Simion des suites des blessures du bombardement du 8.